# Комірцева акула
Комірце́ва аку́ла (Parascyllium) — рід акул з родини Комірцеві акули. Має 5 видів.

## Опис
Загальна довжина представників цього роду коливається від 42 до 91 см. Самиці трохи більше за самців. Голова середнього розміру. Морда округла. Очі овальні. Під ними невеликі вусики. Під ніздрями є шкіряні нарости. Рот маленький. У неї 5 пар зябрових щілин. Тулуб вузький, подовжений. Грудні плавці здебільшого невеликі. Має 2 спинних та анальний плавець. Спинні плавці переважно однакового розміру (лише у імбирної акули), розташовані ближчі до хвоста. Перший спинний плавець розміщено між черевними плавцями та анальним. Хвостовий плавець вузький з нерозвиненою нижньою лопаттю.
Забарвлення спини та боків сіро-бурого, жовтого, коричневого. На тулубі та хвості мають темні сідлоподібних плям, біля цяточки. По всьому тілу розкидані окремі великі темно-коричневі плямочки, окрім грудних плавців. В області зябрових щілин присутнє темно-коричнева пляма — «комір». Звідси походить назва цього роду. Такий комір може бути різного розміру або більш чи менш чіткий у різних видів цих акул.

## Спосіб життя
Тримаються на глибинах від 5 до 245 м. Воліє рифи, кам'янисті, скелясті ділянки дна, місцини з підводною рослинністю. Активні вночі, вдень ховаються серед природних укриттів. Живляться ракоподібними, молюсками, донною рибою.
Це переважно яйцекладні акули, окрім поперечносмугастої, яка є яйцеживородною.

## Розповсюдження
Мешкають біля узбережжя західної, південної та східної Австралії та о. Тасманія.

## Види
- Parascyllium collare
- Parascyllium elongatum
- Parascyllium ferrugineum
- Parascyllium sparsimaculatum
- Parascyllium variolatum